# Obotrit

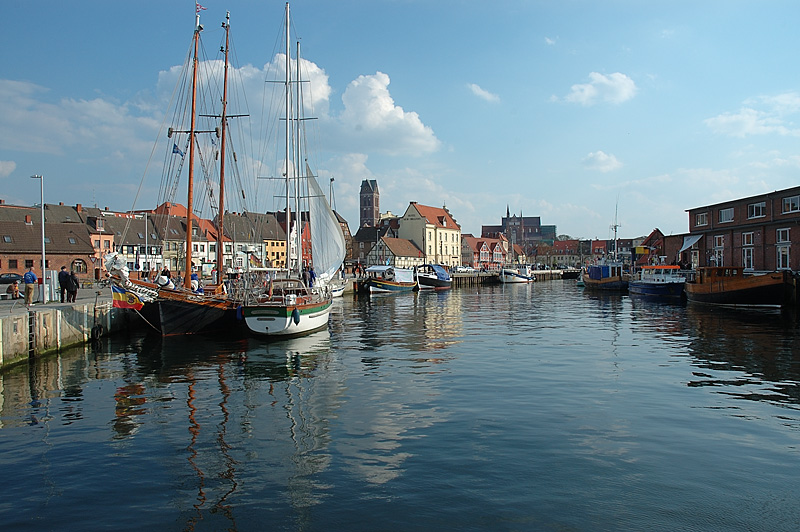
Gamla hamnen i Wismar

Schraubendampfer Obotrit var ett tyskt ångfartyg som gick som postångare mellan Köpenhamn och Wismar i Mecklenburg mellan 1848 och 1864.
Det 1847 grundade Mecklenburgische Dampfschiffahrtsgesellschaft köpte sitt första skepp, det i London 1842 byggda Finnland, som namnändrades till Obotrit, efter den västslaviska folkgruppen obotriter, som under medeltiden bebott områden vid Mecklenburgbukten.
Troligen sattes Obotrit i trafik 1848 till Stockholm och senare till Köpenhamn. Efter det att det tyska järnvägsnätet byggts ut till Wismar, kunde passagerare, post och frakt ankomma med först tåg på morgonen från Berlin och Hamburg via Wismar till Köpenhamn morgonen därpå. Obotrit avgick först efter det att eftermiddagstågen anlänt och kom fram till Köpenhamn efter 12–14 timmar. 
Efter det att storhertigen av Mecklenburg-Schwerin Fredrik Frans II hade tecknat en aktiepost i Mecklenburgischen Dampfschiffahrtsgesellschaft, kunde ytterligare ett ångfartyg inköpas 1849. Det blev det av Edinburgh & Dundee Steam Packet Companys ägda Earl of Rosslyn, som omdöptes till Friedrich Franz II. Hon förliste dock vid sin första seglats från Wismar.